# تقدیم به مادر عزیزم در زادروزش
تقدیم به مادر عزیزم در زادروزش (ایتالیایی: Alla mia cara mamma nel giorno del suo compleanno) یک فیلم کمدی-درام ایتالیایی است که در سال ۱۹۷۴ منتشر شد.

## گزیدهٔ بازیگران
- پائولو ویلاجیو
- لیلا کدرووا
- الئونورا جورجی
- ارکیده‌آ د سانتیس
- جیمی ایل فنومنو
- رناتو کیانتونی
- آنتونینو فا دی برونو
- ویرا درودی
- گوئیدو چرنیلیا